# Mario D'Amico
Mario D'Amico (Milán, Italia, 8 de agosto de 1983) es un modelo internacional italiano.

## Biografía
En 2002 se diplomó en Marketing publicitario y trabajó como representante de moda entre 2003 y 2004. Comenzó su carrera como modelo en el año 2005 de la mano de Sight Management Studio, una agencia de modelos internacional de Milán. Con dicha empresa ha sido protagonista de marcas como Police, D&G, Versace, Pignatelli, Cavalli o Gucci.
En 2010 participó como modelo en America's Next Top Model, pero su fama vino en el año 2013 después de ganar la tercera temporada de la campaña publicitaria Invictus Awards de Paco Rabanne, desde ese momento se convirtió en un peso en el mundo de la moda y comenzó a hacer campañas publicitarias para grandes marcas como Armani o Mediaset.
En el año 2015 protagonizó una campaña de Martini junto a la actriz italiana Monica Bellucci. Desde que comenzó en el mundo de la moda, ha vivido largas temporadas en Nueva York, Hamburgo, Sídney, Madrid, Barcelona, Londres, Shanghái o París, donde ha colaborado con empresas de alta costura y el consumo de lujo.[cita requerida]
El 17 de abril se confirma su participación en la versión española de Supervivientes. Tras 35 días en el concurso y tres nominaciones se convierte en el 4º expulsado de la edición.